# Gallica
Gallica is de digitale bibliotheek van de  Bibliothèque nationale de France en een aantal andere partners. Ze geeft open access naar de gedigitaliseerde handschriften, cartularia, boeken, tijdschriften, partituren, kaarten, video's, foto's, miniaturen en klankopnames.
Op 10 februari 2010 voegde Gallica het miljoenste werk toe aan haar verzameling, namelijk: Scènes de la vie de Bohème, van Henry Murger, 1913. Einde 2015 bevatte de collectie al meer dan 3.606.562 items.
De site is vrij toegankelijk voor iedereen en is een van de grootste collecties wereldwijd. Zoeken in de inhoud  moet via de website Gallica. Veel van de inhoud zit in het deep web en kunnen dus niet gevonden worden via de traditionele zoekmachines.

## Geschiedenis
Gallica is ontstaan uit het initiatief van François Mitterrand voor een 'nieuw type van bibliotheek' in 1988. Er werd een project voor een virtuele bibliotheek opgestart, die zou toegankelijk zijn vanaf schermen in de leeszaal van de BnF. Initieel dacht men aan 100.000 titels en 300.000 afbeeldingen.
Toen in 1990 het wereldwijd web op gang kwam en zich zeer snel verspreidde, werd halverwege de jaren negentig besloten de digitale bibliotheek van de BnF voor iedereen op het web vrij toegankelijk te maken. In 1997 wordt Gallica toegankelijk via het web. Op dat ogenblik beperkte het aanbod zich tot 2500 boeken gedigitaliseerd in beeldformaat en 250 boeken in tekstformaat.
In 2000 volgt een nieuwe versie van de website. Het overgrote deel van de gedigitaliseerde documenten is nog steeds in beeldformaat. Daarna wordt een programma gestart voor het digitaliseren van de dagelijkse publicaties in de Franse pers. In 2004 wordt Google Books opgestart. Jean-Noël Jeanneney, toen directeur van de BnF, reageert hierop met zijn publicatie Quand Google défie l'Europe (als Google Europa uitdaagt), waarin hij pleit voor een Europees antwoord. De BnF gaat hierop het volume van de digitalisaties sterk opdrijven en schakelt meer en meer over naar digitalisatie in tekstformaat. Sedertdien zijn nog nieuwe versies geïnstalleerd in 2007, 2010 en 2015 en is het ritme van de digitalisatie sterk toegenomen.
Sedert 2006 worden alle gedigitaliseerde werken geïdentificeerd met een Archival Resource Key, een persistent identifier voor de langetermijnidentificatie. Alle documenten worden ook voorzien van een beschrijvende notitie.
In 2008 startte men met het aanbieden van werken waarop nog auteursrechten gelden, via een samenwerking met de uitgevers en de websites van e-boekverdelers.
De digitalisering van kostbare werken zoals handschriften, gravures, partituren en dergelijke neemt een aanvang in 2010.

## Collecties
Volgens de cijfers gepubliceerd op de website kon Gallica op 22 december 2015 in totaal 3.606.562 documenten aanbieden waarvan:
- 625.663 boeken
- 1.519.652 persartikelen en tijdschriften
- 873.100 prenten
- 65.578 manuscripten
- 95.029 kaarten
- 39.878 partituren
- 34.432 klankopnames
- 13 video's
- 353.217 diverse objecten